# Liste de plantes endémiques de Chypre

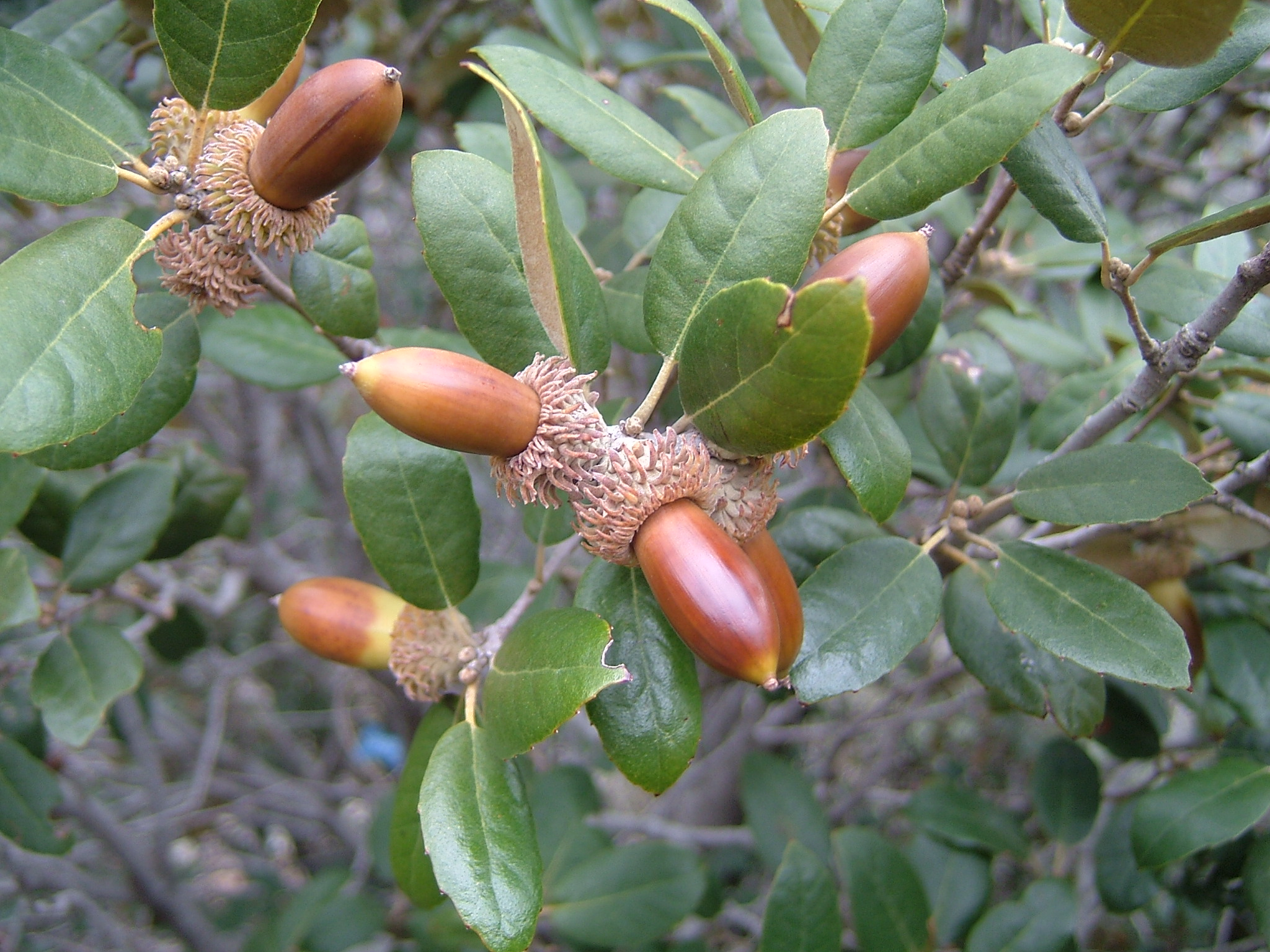
Le chêne doré (Quercus alnifolia), espèce endémique de Chypre.

Cet article donne une liste de plantes endémiques de l'île de Chypre (espèces, sous-espèces et variétés). Les sous-espèces sont signalées par l'abréviation ssp., les variétés par var.
Une espèce de plante est dite endémique d'une zone géographique lorsqu'elle n'existe que dans cette zone à l'état spontané.
Les espèces éteintes sont prises en considération si elles ont été observées vivantes après 1500. Un certain nombre de ces plantes ont été collectées au XIXe siècle par Paul Sintenis, puis étudiées dans les grands herbiers d'Europe.

## Conifères

### Pinacées
- Cèdre de Chypre (Cedrus brevifolia), parfois considéré comme une sous-espèce ou une variété du cèdre du Liban (Cedrus libani ssp. brevifolia ou Cedrus libani var. brevifolia)

## Plantes à fleurs

### Alliacées
- Allium autumnale
- Allium cupani ssp. cyprium
- Allium paniculatum ssp. exaltatum
- Allium willeanum

### Amaranthacées
- Bosea cypria

### Apiacées (Ombellifères)
- Bupleurum sintenisii
- Ferulago cypria
- Pimpinella cypria

### Astéracées (Composées)
- Anthemis plutonia
- Anthemis tricolor
- Carlina involucrata ssp. cyprica
- Carlina pygmaea
- Centaurea akamantis
- Centaurea calcitrapa ssp. angusticeps
- Centaurea veneris
- Cephalorrhynchus cyprius
- Jurinea cypria
- Onopordum cyprium
- Ptilostemon chamaepeuce var. cyprius
- Scariola tetrantha
- Scorzonera troodea
- Senecio glaucus ssp. cyprius
- Taraxacum aphrogenes
- Taraxacum holmboei

### Boraginacées
- Cynoglossum troodi
- Onosma caespitosum
- Onosma fruticosum

### Brassicacées (Crucifères)
- Alyssum akamasicum
- Alyssum chondrogynum
- Alyssum troodi
- Arabis cypria
- Arabis kennedyae
- Arabis purpurea
- Brassica hilarionis
- Malcolmia nana var. glabra
- Thlaspi cyprium

### Caryophyllacées
- Arenaria rhodia ssp. cypria
- Dianthus cyprius
- Dianthus strictus var. troodi
- Minuartia sintenisii
- Minuartia subtilis ssp. filicaulis
- Petrorhagia kennedyae
- Saponaria cypria
- Silene fraudatrix
- Silene galataea
- Silene gemmata
- Silene laevigata

### Cistacées
- Helianthemum obtusifolium

### Clusiacées (Guttifères)
- Hypericum repens

### Crassulaceae
- Rosularia cypria
- Rosularia pallidiflora
- Sedum cyprium
- Sedum lampusae
- Sedum microstachyum
- Sedum porphyreum

### Cypéracées
- Cyperus cyprius

### Dipsacées
- Pterocephalus multiflorus ssp. multiflorus
- Pterocephalus multiflorus ssp. obtusifolius
- Scabiosa cyprica

### Euphorbiacées
- Euphorbia cassia ssp. rigoi
- Euphorbia veneris

### Fabacées
- Astragalus cyprius
- Astragalus echinus var. chionistrae
- Astragalus macrocarpus ssp. lefkarensis
- Astragalus suberosus var. hartmannii
- Genista sphacelata var. crudelis
- Hedysarum cyprium
- Onobrychis venosa
- Trifolium campestre ssp. paphium
- Trifolium pamphylicum var. dolichodondium

### Fagacées
- Quercus alnifolia

### Hyacinthacées
- Chionodoxa lochiae
- Ornithogalum chionophilum
- Ornithogalum pedicellare
- Scilla morrisii

### Iridacées
- Crocus cyprius
- Crocus hartmannianus
- Crocus veneris
- Gladiolus triphyllus

### Lamiacées (Labiées)
- Acinos exiguus
- Acinos troodi
- Ballota integrifolia
- Mentha longifolia ssp. cyprica
- Micromeria chionistrae
- Nepeta troodi
- Origanum cordifolium
- Origanum majorana var. tenuifolium
- Origanum syriacum var. bevanii
- Phlomis brevibracteata
- Phlomis cypria var. cypria
- Phlomis cypria var. occidentalis
- Salvia veneris
- Salvia willeana
- Scutellaria cypria var. cypria
- Scutellaria cypria var. elatior
- Scutellaria sibthorpii
- Sideritis cypria
- Teucrium cyprium ssp. cyprium
- Teucrium cyprium ssp. kyreniae
- Teucrium divaricatum ssp. canescens
- Teucrium micropodioides
- Thymus integer

### Liliacées
- Gagea juliae
- Tulipa cypria

### Orchidacées (Orchidées)
- Ophrys kotschyi
- Ophrys lapethica
- Orchis anatolica var. troodi

### Orobanchacées
- Orobanche cypria

### Plumbaginacées
- Limonium albidum ssp. cyprium

### Poacées (Graminées)
- Agrostis cypricola
- Brachypodium firmifolium
- Lindbergella sintenisii

### Primulacées
- Cyclamen cyprium

### Ranunculacées
- Delphinium caseyi
- Ranunculus cadmicus var. cyprius
- Ranunculus kykkoensis
- Ranunculus millefoliatus ssp. leptaleus

### Rosacées
- Rosa chionistrae

### Rubiacées
- Asperula cypria
- Rubia laurae
- Valantia eburnea

### Scrophulariacées
- Odontites cypria

### Urticacées
- Urtica dioica ssp. cypria

### Valérianacées
- Centranthus calcitrapa ssp. orbiculatus